# Rába Automotive Holding
Rába Automotive Holding è un gruppo ungherese che produce autoveicoli commerciali e militari, componentistica per automobili e componentistica ferroviaria.

## Storia

### Gli esordi

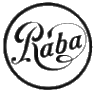
Logo del 1896

L'azienda fu fondata il 28 dicembre 1896 a Győr, nell'Ungheria occidentale, da nove azionisti con un capitale iniziale di un milione di corone e con il nome Vagoni ferroviari e macchine da lavoro ungheresi S.p.A. (in lingua ungherese Magyar Waggon-és Gépgyár Rt-t). Amministratore dell'azienda fu nominato Emil Léderer, in rappresentanza delle casse di risparmio della regione di Győr.
La produzione iniziò nel 1897, con la realizzazione di due vagoni-serbatoio da 15 tonnellate destinate alla compagnia petrolifera della Galizia-Carpazi e nell'arco di due anni la fabbrica arrivò a produrre il millesimo esemplare.
Nel 1899 iniziarono le esportazioni di vagoni passeggeri per Egitto, Sudafrica e Indie orientali. Furono prodotte anche alcune carrozze destinate alla metropolitana di Londra nonché le prime carrozze tranviarie.
Nel 1900 l'azienda presentò la sua produzione all'Esposizione Universale di Parigi, ottenendo dalla metropolitana di Londra ordini per 30 treni di tipo multiplo e 66 carrozze passeggeri.
Nel 1901 iniziò la produzione di tipo militare, su commessa imperiale.
La produzione automobilistica iniziò nel 1904 con il progetto di un furgone postale con motore alimentato a benzina, progetto a cui collaborò anche Ferdinand Porsche: si trattò dei primi veicoli di questo tipo mai prodotti al mondo. I primi quattro esemplari uscirono dalla fabbrica nel 1905.

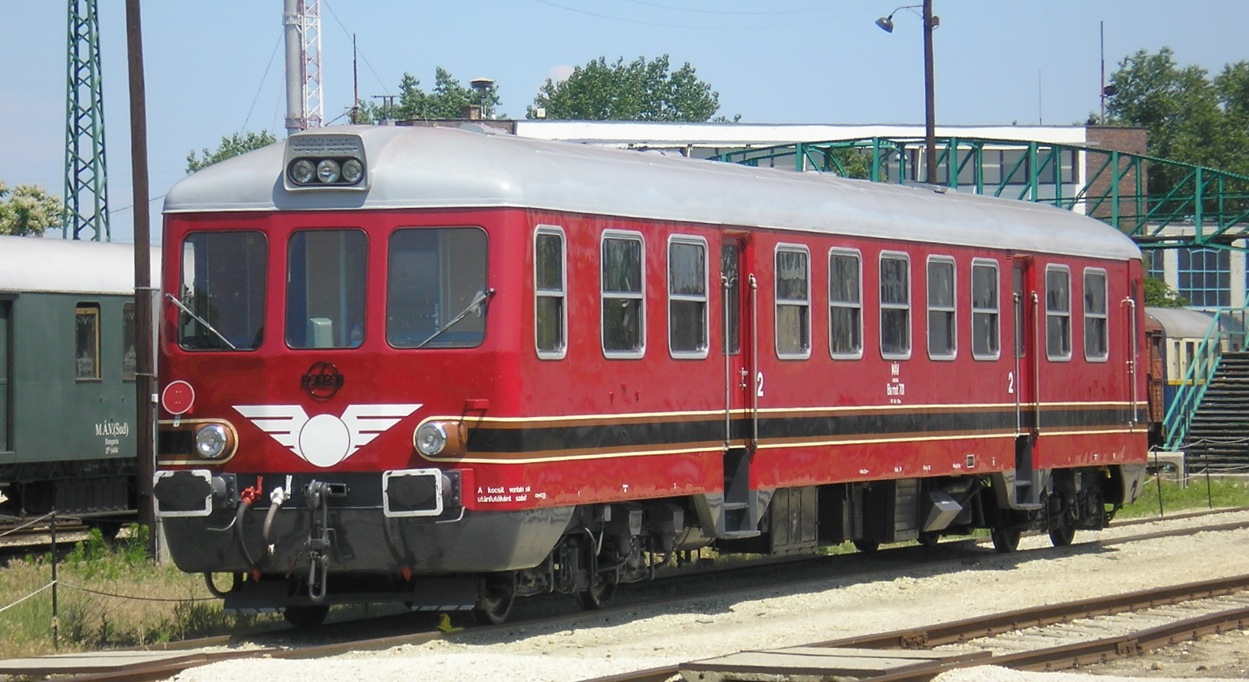
Automotrice diesel della Rába

Nel 1908 l'azienda realizzò un complesso progetto di costruzione e posa in opera di un ponte ferroviario, deviando il corso di un fiume e sostituendo il ponte precedente con uno nuovo della lunghezza di 50 metri e del peso di 100 tonnellate, realizzato in metallo a campata unica e posizionato a due chilometri di distanza dal vecchio.
Nel 1910 iniziò l'attività di acciaieria, con l'apertura di una fornace.
Nel 1913 l'azienda acquistò i brevetti dell'ingegnere cecoslovacco Frantisek Cek sulla cui base realizzò il camion modello "V", che rimase in produzione fino al 1928 per un totale di cinquecento esemplari, e un autobus di grande capacità. Nello stesso anno, l'azienda assunse l'attuale denominazione Rába.
Nel 1916 iniziò la produzione di trattori agricoli, che nel 1927 raggiunse le 260 unità. Queste macchine furono in parte destinate per l'esportazione verso Romania, Bulgaria e Spagna.
Nel 1917 fu prodotto un modello di automobile per sei persone, la Rába Grand, usata anche come veicolo di rappresentanza. Di questo modello, visto il periodo bellico furono prodotte anche una variante autoblindo e una variante ambulanza.

### Il primo dopoguerra
Alla fine della guerra, nel 1918, l'azienda si estendeva su un'area di 300.000 m², attrezzata con le più avanzate tecnologie dell'epoca, e possedeva la propria acciaieria e una centrale elettrica a vapore privata.
Nel 1922 sviluppò un modello a doppio volante anteriore e posteriore, che consentiva di invertire la direzione di marcia e di guida con un solo movimento e prevedeva un cambio a quattro marce in entrambe le direzioni.
Nel 1923 entrò in produzione il modello "P", un autocarro leggero da 1,5 tonnellate che fu allestito sia per uso postale che soprattutto come mezzo antincendio in dotazione ai vigili del fuoco.
Nel 1925 fu la volta del modello "L" da 3 tonnellate, che servì da base per una linea di autobus da 25-30 persone e per una variante di camion veloce.
Nel 1926 venne prodotto un furgone postale a trazione elettrica con motore da 15 kW alimentato da una batteria al piombo da 1000 Ah prodotta dalla ditta Tudor, un modello che fu un vero precursore dei veicoli di servizio cittadini elettrificati.
Nel 1927, su richiesta delle autorità dei trasporti di Budapest, Rába acquisì da Krupp la licenza per veicoli pesanti da 3 e 5 tonnellate, con motori rispettivamente a 4 e a 6 cilindri e l'anno successivo acquistò da Austro-Fiat la licenza per un veicolo pesante dalle linee più moderne, il modello "AF", che utilizzò per la produzione fino al 1934 dando origine a una famiglia di sei modelli diversi.
Nel 1936 iniziò la produzione di autobus e camion, i modelli "Special" e "Super", caratterizzati da un telaio realizzato interamente in acciaio saldato e per la prima volta, completamente privo di parti in legno: di queste linee, rimasta in produzione fino al 1951, furono prodotte oltre 5000 unità. Questi modelli a partire dal 1938 vennero equipaggiati con motori diesel da 65 e 80 HP a quattro cilindri con cambio a cinque marce. Nello stesso anno, furono prodotti il camion modello "D5" e l'autobus modello "Trambusz" da quaranta persone, entrambi mossi da un motore diesel da 100 hp a sei cilindri, sempre con cambio a cinque marce.
Nel 1938 iniziarono i test sui motori per aeroplani, con la costruzione di una struttura apposita.

### La seconda guerra mondiale
Il 1º luglio 1939 il governo annunciò un piano di produzione militare per un milione di fiorini e Rába iniziò la riconversione e l'ampliamento dei suoi impianti per la fabbricazione di mezzi blindati e di corazzature in acciaio.
L'anno successivo iniziò la produzione di aeroplani militari, su progetti di Sólyom e di Focke-Wulf.
Nel 1941 furono prodotti i primi esemplari di carro armato del modello Škoda T21.
Il 1942 vide la costruzione di un ponte sul Danubio e l'avvio del cosiddetto programma Messerschmitt per la realizzazione dei caccia Me Bf 109 e dei caccia-bombardieri Me 210.
Nel 1944, per proteggersi da possibili bombardamenti, gli stabilimenti vennero dislocati prima nei dintorni poi in Ungheria occidentale e molti operai e tecnici vennero inviati in altri impianti militari in Germania. Dopo la conferenza di Teheran e come immediata conseguenza, il 13 aprile 1944 la fabbrica venne bombardata per la prima volta, con la perdita di 300 vite umane e pesanti danni materiali.
Il 28 marzo 1945, con la fine delle ostilità, la fabbrica passò sotto il controllo diretto dell'Unione Sovietica.

### Gli anni della guerra fredda
Nell'immediato dopoguerra, la produzione di Rába venne orientata principalmente verso realizzazioni di strutture in metallo di grandi dimensioni e di veicoli industriali.
Nel 1947 fu realizzato il primo prototipo di una gru a vapore da 45 tonnellate, entrata subito dopo in produzione. Tra il 1947 e il 1949 vennero realizzati carrelli industriali per sollevamento di piattaforme e ponti ferroviari e stradali in metallo a Budapest (ponte Árpád), Vásárosnamény (ponte Tisza) e Győr (ponte Révfalu).
Nel 1949 avvenne anche una prima significativa riorganizzazione delle attività di produzione automobilistica ungherese. La produzione delle automobili venne concentrata a Győr, sotto la direzione di Dezso Winkler, quella degli autobus venne trasferita alla Ikarus mentre quella dei camion, unita a telai, motori e assemblaggio, fu affidata alla fabbrica di Cespel. La produzione di assali, impianti sterzanti e cambi rimase a Győr.
Nel 1951 venne realizzato il primo serbatoio per gas di forma sferica, dalla capacità di 20000 m³ e iniziarono produzioni e collaborazioni per la costruzione di componenti metalliche destinate alle ciminiere delle fabbriche chimiche, gru a binario per l'acciaieria pesante e serbatoio metallici di vario tipo.
Importanti opere pubbliche furono la realizzazione del ponte ferroviario a due livelli tra la Bulgaria e la Romania (1953) e del ponte autostradale e ferroviario di Heluan (Egitto), tra il 1955 e il 1956.
Nel 1955 furono sperimentate e messe a punto nuove tecniche di saldatura (saldatura a fiamma e sotto polvere).
Nel 1963 il governo ungherese acquistò le licenze per la produzione di motori e Rába divenne l'impianto di base per i motori diesel.
Il 6 gennaio 1967 fu siglato un accordo con Renault, Seri, M.A.N. e Ferrostaal. In particolare iniziò la produzione dei motori Rába-M.A.N. e fu costruito un nuovo impianto ad alta tecnologia da 28000 m².
Il 17 giugno 1969 fu inaugurato il nuovo impianto di produzione dei camion di cui vennero presentato alla fiera internazionale di Budapest un modello da 16 tonnellate e 215 hp e un modello da 20 tonnellate a tre assi.
Nel 1973, anche in seguito alla forte richiesta dal settore dell'agricoltura, fu avviata la produzione dei trattori di potenza Rába Steiger e proprio grazie alla collaborazione con Steiger Rába ebbe accesso al mercato statunitense, realizzando fino alla fine della guerra fredda esportazioni per un totale di oltre 700 milioni di dollari.

### La fine della guerra fredda e l'arrivo del libero mercato
Il 1º gennaio 1992 Rába divenne una società per azioni, avente come azionista di maggioranza il governo ungherese. Fu il primo passo del processo di privatizzazione che si concluse nel 1997, con la quotazione della società presso la borsa di Budapest.
Nel 1999 fu attuata una profonda ristrutturazione organizzativa, finalizzata alla razionalizzazione delle attività e alla conversione in holding vera e propria. Un altro importante passo in questa direzione avvenne nel 2001, con la dismissione delle attività non più remunerative e la vendita della linea di produzione dei motori. Nel 2002 fu creata la funzione di sviluppo strategico, che portò Rába all'apertura di una sede di rappresentanza a Pechino.
Sul fronte produttivo, nel 2003 Rába iniziò le forniture di veicoli speciali all'esercito ungherese.

## Prodotti

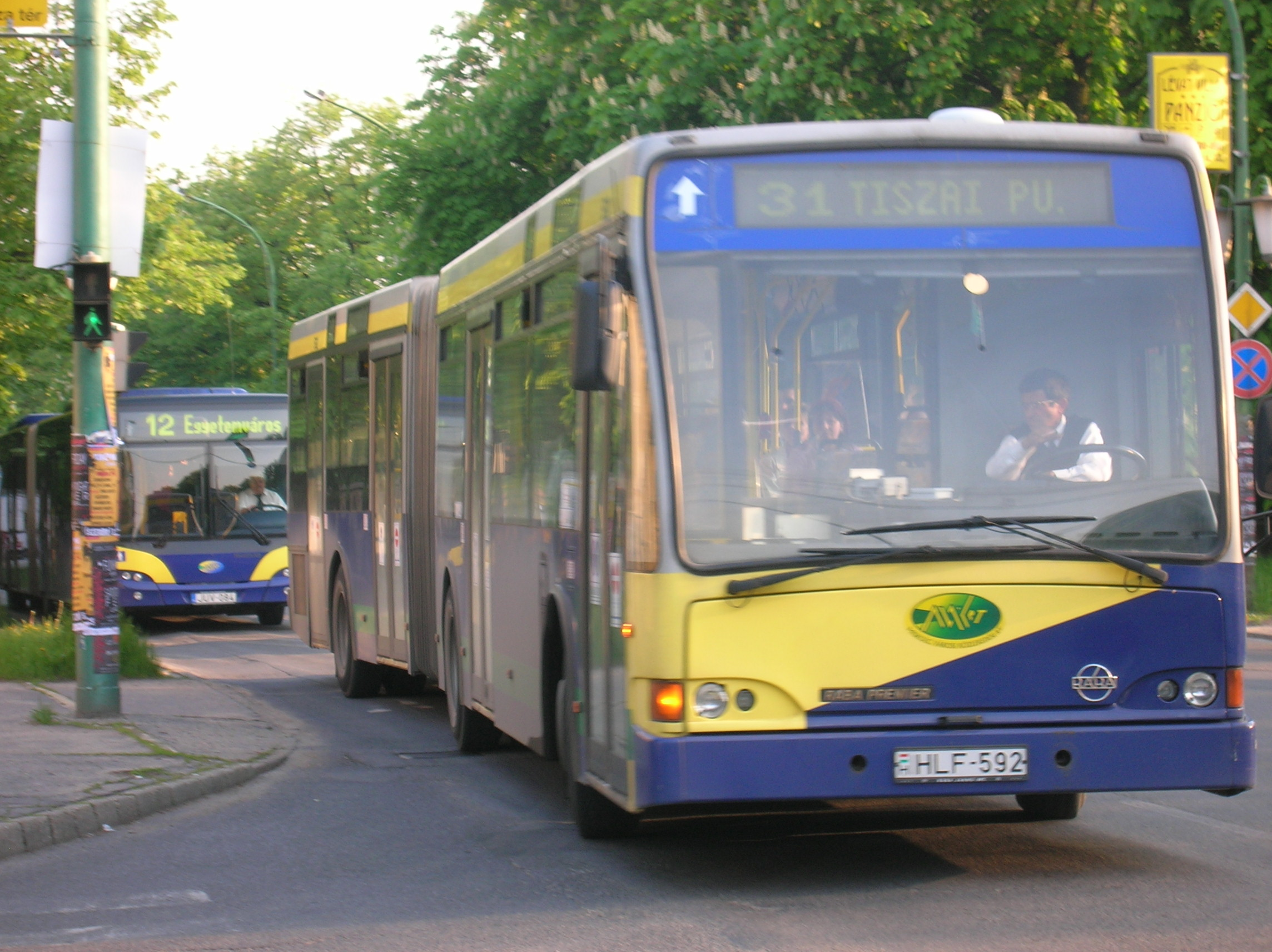
Autobus Rába
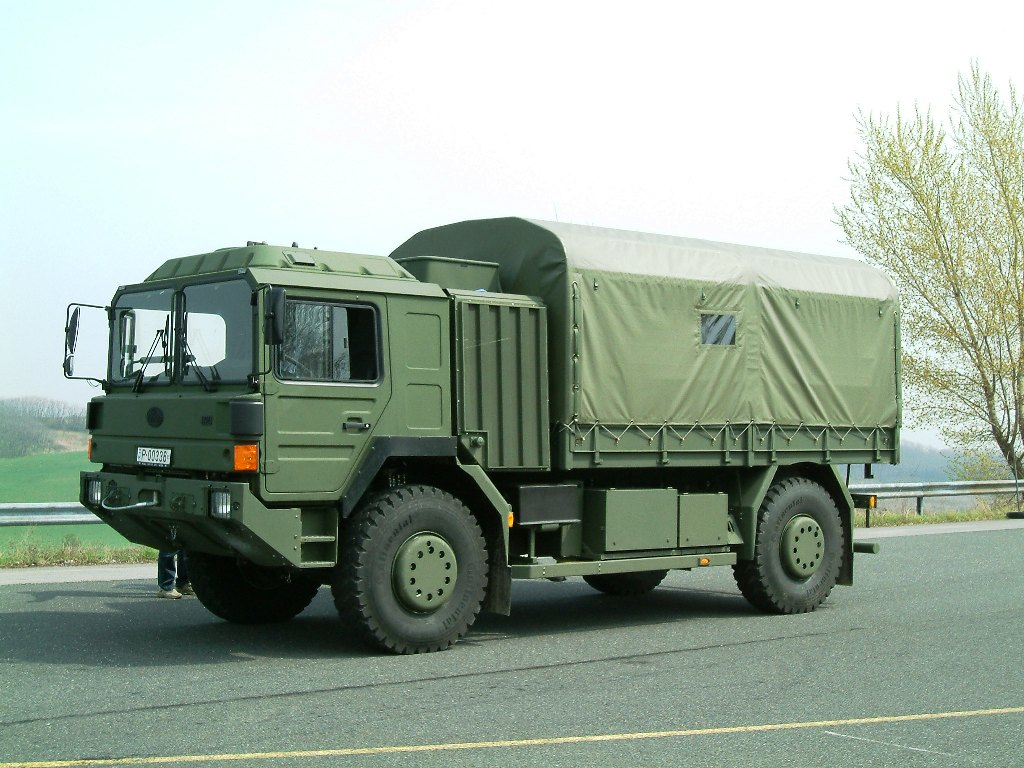
Rába H-14
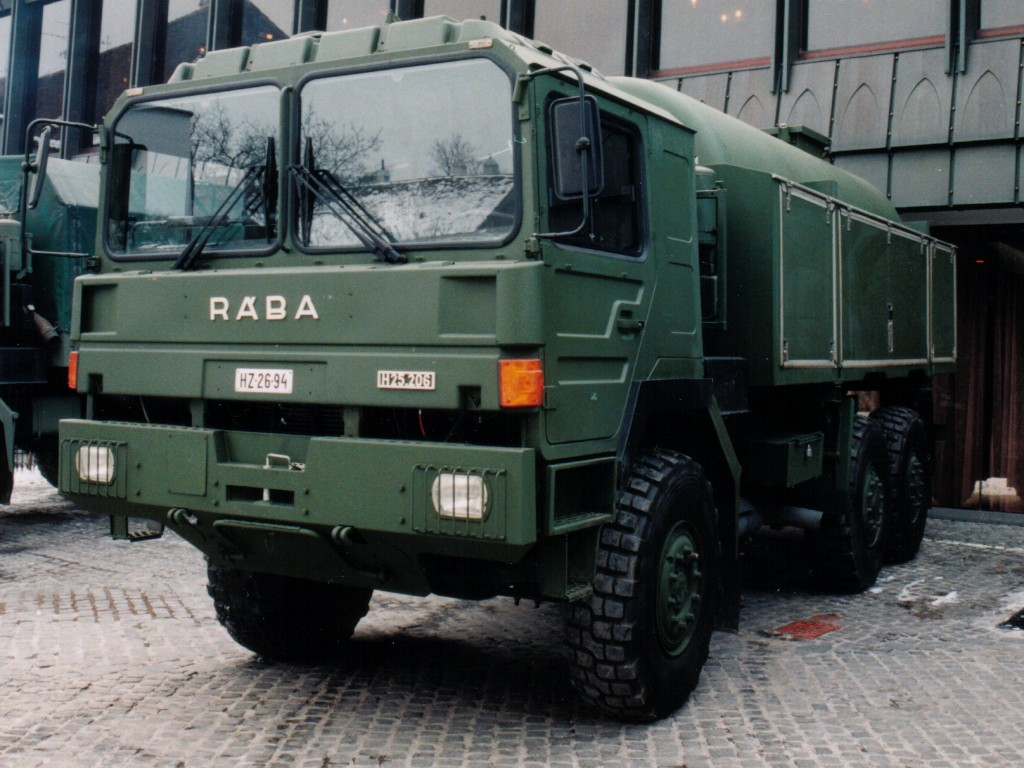
Rába H-25

## Struttura attuale
La holding è strutturata su tre divisioni principali, corrispondenti ai settori merceologici di attività:
- Rába Vehicle Ltd
- Rába Axle Ltd
- Rába Automotive Components Ltd